# Hopes and Fears (album Art Bears)
Hopes and Fears – pierwszy album progresywnego i awangardowego tria brytyjskiego Art Bears powstałego po rozwiązaniu zespołu Henry Cow.

## Historia powstania płyty
Utwory 1–5 oraz 9–12 zostały jeszcze nagrane przez Henry Cow. Na skutek zatargu pomiędzy członkami zespołu dotyczącego charakteru kolejnego albumu Henry Cow – część muzyków uważała, iż owe wokalno-instrumentalne utwory nie są reprezentatywne dla zespołu – frakcja optująca za nagraniami z wokalem, czyli Dagmar Krause, Fred Frith i Chris Cutler, za własne pieniądze wynajęła studio, w którym dograła brakujące do pełnego albumu cztery utwory 6–8 i 13 oraz przyjęła nazwę Art Bears.
Nagrania o charakterze instrumentalnym zostały wydane na ostatnim już albumie Henry Cow – Western Culture.

## Muzycy
Zespół
- Dagmar Krause – wokal
- Fred Frith – gitary, skrzypce, altówka, pianino, harmonium, ksylofon, gitara basowa (na 6 i 7)
- Chris Cutler – perkusja, zelektryfikowana perkusja, instrumenty perkusyjne

Goście
- Georgie Born – gitara basowa, wiolonczela, drugi głos w utworze 4
- Lindsay Cooper – fagot, obój, saksofon sopranowy, flety (ang. recorder)
- Tim Hodgkinson – organy, klarnet, pianino (w utworze 9)

## Utwory
| 1.  | On Suicide        | 1:27  |
|     |                   |       |
| 2.  | The Dividing Line | 4:11  |
|     |                   |       |
| 3.  | Joan              | 3:06  |
|     |                   |       |
| 4.  | Maze              | 5:06  |
|     |                   |       |
| 5.  | In Two Minds      | 8:58  |
|     |                   |       |
| 6.  | Terrain           | 3:49  |
|     |                   |       |
| 7.  | The Tube          | 3:05  |
|     |                   |       |
| 8.  | The Dance         | 5:09  |
|     |                   |       |
| 9.  | Pirate Song       | 1:28  |
|     |                   |       |
| 10. | Labyrinth         | 2:15  |
|     |                   |       |
| 11. | Riddle            | 2:49  |
|     |                   |       |
| 12. | Moeris Dancing    | 5:15  |
|     |                   |       |
| 13. | Piers             | 2:12  |
|     |                   |       |
|     |                   | 48:50 |
|     |                   |       |
Czas trwania albumu: 48:58
Na analogowym winylowym albumie pierwsza strona płyty (utwory 1–5) nosiła tytuł Áhá: palace courtyard, a druga strona płyty (utwory 6–13) nosiła tytuł Mer: irrigated land.

## Wznowienia
Hopes and Fears został wznowiony na CD w 1992 przez Recommended Records (RēR Megacorp) z trzema dodatkowymi utworami:
| 1. | "All Hail!" (Chris Cutler, Fred Frith)           | 4:48  |
|    |                                                  |       |
| 2. | "Collapse" (Chris Cutler, Fred Frith)            | 4:03  |
|    |                                                  |       |
| 3. | "Coda to Man and Boy" (Chris Cutler, Fred Frith) | 7:12  |
|    |                                                  |       |
|    |                                                  | 16:03 |
|    |                                                  |       |
Album został także wydany w 2003 w The Art Box, 6-dyskowym zestawie wszystkich nagrań Art Bears z nagraniami koncertowymi, niewydanymi utworami i remiksami dokonanymi przez innych muzyków.

## Opis płyty
- Producent – Art Bears
- Miejsce nagrania:

1–5, 9–12 – Sunrise Studio, Szwajcaria
6–8, 13 – Keleidophon Studios, Londyn
- Czas nagrania:

1–5, 9–12 – pomiędzy 15 a 29 stycznia 1978 r.
6–8, 13 – pomiędzy 15 a 18 marca 1978 r.
- Inżynier dźwięku:

1–5, 9–12 – Etienne Conod
6–8, 13 – David Vorhaus
- Asystent inżyniera – Jack Balchin
- Wszystkie teksty – Chris Cutler (z wyjątkiem "On Suicide" autorstwa Bertolda Brechta}
- Wszystkie kompozycje – Fred Frith (z wyjątkiem "On Suicide" (Hanns Eisler, "The Dividing Line" (Lindsay Cooper), "Pirate Song" i "Labyrinth" (Tim Hodgkinson)).
- Okładka – EM Thomas przy asyście Grahama Keatleya, Charlotte Sainsbury i Dougha Kierdorfa.
  - Wznowienie:
- 24-bitowy transfer – Matt Murmann w Phoenix, Arizona
- Remastering – Bob Drake w studiu Midi Pyrenees we Francji, październik 2003 r.
- Wkładka do płyty – Chris Cutler
- Projekt graficzny – Tim Schwartz